# Booktrust Teenage Prize
Der Booktrust Teenage Prize war ein von 2003 bis 2010 jährlich vergebener Preis für in Großbritannien publizierte Literatur für junge Erwachsene. Der Preis wurde vom Booktrust vergeben.
siehe auch: Nestlé Smarties Book Prize

## Preisträger
2003
Supergute Tage oder Die sonderbare Welt des Christopher Boone von Mark Haddon
Shortlist: Lucas, Kevin Brooks; Doing It, Melvin Burgess; Caught in the Crossfire, Alan Gibbons; The Edge, Alan Gibbons; Malarky von Keith Gray; Doll, Nicky Singer; The Dungeon,  Lynne Reid Banks
2004
Looking for JJ von Anne Cassidy
Shortlist: Unique, Alison Allen-Gray; The Opposite of Chocolate, Julie Bertagna; Deep Secret, Berlie Doherty; Fat Boy Swim, Catherine Forde; The Dark Beneath, Alan Gibbons; Rani and Sukh, Bali Rai; Boy Kills Man, Matt Whyman
2005
Century von Sarah Singleton
Shortlist: Sugar Rush, Julie Burchill; Siberia, Ann Halam; Come Clean, Terri Paddock; The Whisper, Bali Rai; So lebe ich jetzt, Meg Rosoff; The Unrivalled Spangles, Karen Wallace
2006
Henry Tumour von Anthony McGowan
Shortlist: Ein reiner Schrei, Siobhan Dowd; Beast, Ally Kennen; Exchange, Paul Magrs; The Foreshadowing, Marcus Sedgwick; Angel Blood, John Singleton
2007
My Swordhand Is Singing von Marcus Sedgwick
Shortlist: Das Medici-Siegel, Theresa Breslin; Leaving Poppy, Kate Cann; The Penalty, Mal Peet; Here Lies Arthur, Philip Reeve; was wäre wenn, Meg Rosoff
2008
The Knife of Never Letting Go von Patrick Ness
Shortlist: Creature of the Night, Kate Thompson; The Knife That Killed Me, Anthony McGowan; The Red Necklace, Sally Gardner; Snakehead, Anthony Horowitz; Apache, Tanya Landman; Beegu Alexis Deacon
2009
The Graveyard Book von Neil Gaiman
Shortlist: Auslander, Paul Dowswell; Tales of Terror from the Black Ship, Chris Priestley; Numbers, Rachel Ward; Ostrich Boys, Keith Gray; Furnace: Lockdown, Alexander Gordon Smith; Three Ways to Snog an Alien, Graham Joyce; The Ant Colony, Jenny Valentine; Bloodchild, Tim Bowler; The Vanishing of Katharina Linden, Helen Grant; Solitaire, Bernard Ashley; The Ask and the Answer, Patrick Ness; Exposure, Mal Peet
2010
Unhooking the Moon von Gregory Hughes
Shortlist: The Enemy, Charlie Higson; Halo, Zizou Corder; Nobody’s Girl, Sarra Manning; Out of Shadows, Jason Wallace; Revolver, Marcus Sedgwick